# 埃斯塔赫巴納特

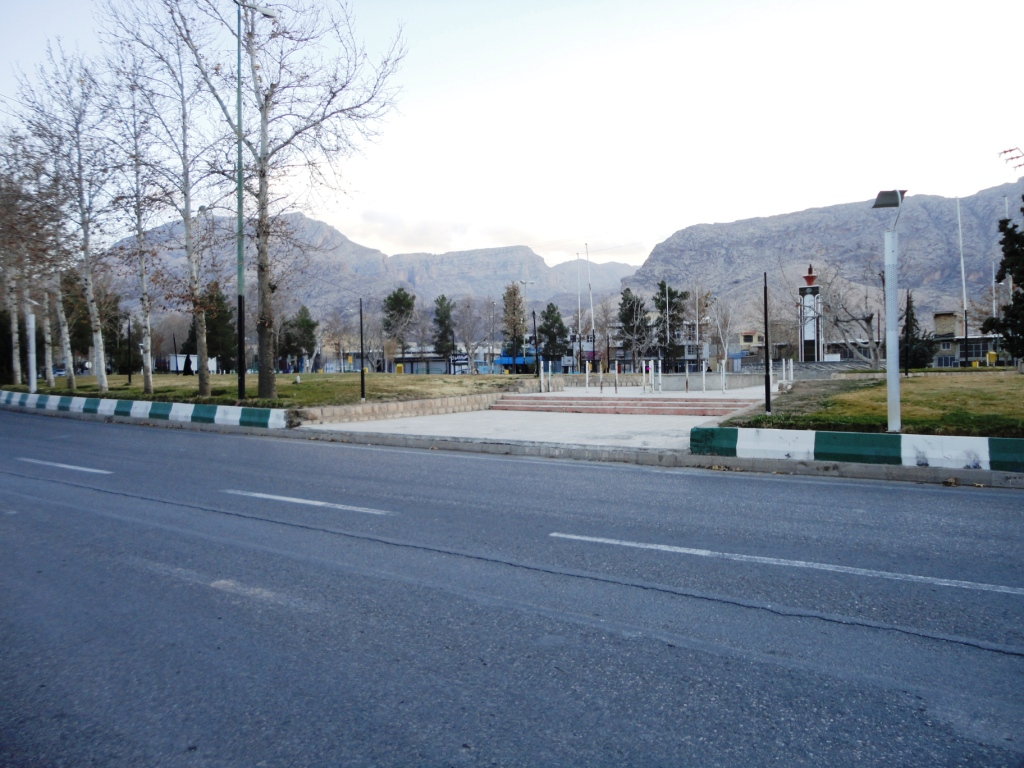

埃斯塔赫巴納特是伊朗的城市，位於該國南部札格羅斯山脈東南部，由法爾斯省負責管轄，距離首府設拉子150公里，海拔高度1,732米，2006年人口33,101。